# Mobina Nematzadeh
Mobina Nematzadeh est une taekwondoïste iranienne née le 17 mai 2005 à Zandjan. Elle a remporté une médaille de bronze des moins de 49 kg aux Jeux olympiques d'été de 2024, organisés à Paris.